# Акілово (Новотор'яльський район)
Акіло́во (рос. Акилово, марій. Акилово) — присілок у складі Новотор'яльського району Марій Ел, Росія. Входить до складу Пектубаєвського сільського поселення.
Стара назва — Акілята.

## Населення
Населення — 19 осіб (2010; 13 у 2002).
Національний склад (станом на 2002 рік):
- росіяни — 69 %
- марійці — 31 %